# عبدالرضا سالار فیروز رکن‌الممالک
عبدالرضا خان فرزند محمدتقی خان قاجار تا زمان محمدعلی شاه سالار فیروز لقب داشت و سپس به رکن الممالک ملقب شد. از خوانین و اعیان و ملاکین کرمان و داماد عبدالحمید میرزا ناصرالدوله برادر عبدالحسین میرزا فرمانفرما بود. در سال دوم تشکیل دومین دوره مجلس شورای ملی به نمایندگی از عراق (اراک) وارد مجلس شد (اول آذر ۱۲۸۹).